# 朱皮特 (加利福尼亞州)
朱皮特（英語：Jupiter）是位於美國加利福尼亞州圖奧勒米縣的一個非建制地區。該地的面積和人口皆未知。

## 地理
朱皮特的座標為37°07′21″N 120°16′58″W / 37.12250°N 120.28278°W，而該地的平均海拔高度為855米（即2805英尺）。